# Beija-flor-de-garganta-verde
Colibri-de-lista-branca ou beija-flor-de-garganta-verde (Chionomesa fimbriata) é uma espécie de ave da família Trochilidae (beija-flores).
Pode ser encontrada nos seguintes países: Bolívia, Brasil, Colômbia, Equador, Guiana Francesa, Guiana, Paraguai, Peru, Suriname, Trinidad e Tobago e Venezuela.
Os seus habitats naturais são: florestas subtropicais ou tropicais húmidas de baixa altitude, matagal árido tropical ou subtropical e florestas secundárias altamente degradadas.
Esta espécie não deve ser confundida como o beija-flor-de-garganta-verde-africano, um nectarinniídeo.

## Subespécies
São reconhecidas sete subespécies:
- Amazilia fimbriata fimbriata (Gmelin, 1788) - Ocorre no nordeste da Venezuela da bacia do Orinoco para as Guianas e norte do Brasil, norte da Amazônia.
- Amazilia fimbriata elegantissima (Todd, 1942) - Ocorre no extremo nordeste da Colômbia e norte e noroeste da Venezuela.
- Amazilia fimbriata apicalis (Gould, 1861) - Ocorre na Colômbia ao leste dos Andes.
- Amazilia fimbriata fluviatilis (Gould, 1861) - Ocorre no sudeste da Colômbia e leste do Equador.
- Amazilia fimbriata laeta (Hartert, 1900) - Ocorre no nordeste do Peru.
- Amazilia fimbriata nigricauda (Elliot, 1878) - Ocorre no leste da Bolívia e Brasil central e sul da Amazônia.
- Amazilia fimbriata tephrocephala (Vieillot, 1818) - Ocorre na costa sudeste do Brasil do Espírito Santo até o Rio Grande do Sul. Esta subespécie é ligeiramente maior que as outras subespécies.